# 던전 판타지 온라인
던전 판타지 온라인(Dungeon Fantasy Online ; DFO)은 주식회사 레몬에서 개발한 스마트폰 MMORPG 게임이다.
2011년 7월 13일 애플 앱스토어에 한국어판이 오픈되었다.
던전 판타지 온라인(DFO)는 설치된 아이폰만 있다면 언제 어디서든 원하는 장소에서 즐길 수 있는 스마트폰용 MMORPG로, 한국 개발사에서 개발된 최초의 한글 전용 스마트폰 MMORPG이다.
총 2개의 연합을 바탕으로 10개 종족, 30개 세력을 배경으로 하고 있는 '던전판타지 온라인'은 1차 오픈 지역에서 약 1,000여개의 퀘스트, 10개 존, 35개 섹터, 10개 인스턴스 던전을 비롯해 채팅, 파티, 길드, PvP, 경매장, 우편, 친구관리 등 PC MMORPG와 동일한 시스템을 가지고 있다. 캐릭터는 전사, 법사, 헬브레이커, 스트라이더 총 4개의 캐릭터가 있으며 2013년 2월 현재 아사드, 라이트윙, 루체 총 3개의 서버를 운영 중이다.
서비스를 다운받을 수 있는 곳은 애플 앱스토어, 구글 플레이스토어, 티스토어, 네이버 앱스토어가 있으며 공식카페는 http://cafe.naver.com/dungeonfantasyonline이다%5B깨진+링크(과거+내용+찾기)%5D.
2013년 2월 23일 실시하는 Ver1.3.0 업데이트 내용은 다음과 같다.
1. 2인 권장 신규인던추가 - 검은달 대지
2. 선물하기/선물받기
3. 만랩확장
4. 시작화면 이미지변경
5. 6-3지역 파티전투-.길드전투 지역으로 변경
6. 카드북 오픈(방어구, 무기, 마석, 연금술 카드북), (검은달 카드북, 무한강화 카드북)
7. 결투시 다른유저 안보이게 수정
8. 샤모나 펫, 꽃 뱀 펫, 토끼 폼, 거대한보물상자, 신비한오라상자 아이콘 수정
9. 귓속말 시스템 개선
10. 최초 로그인창에 "e-mail만으로 가입" 출력
11. 각 직업별 B급 무기추가
12. PK시 경험치 10% 하락 수정 -> 3%
13. 레벨업 난이도 대폭 하향
14. 무한강화 성능 상향
15. 각 직업별 서브 스테이터스 및 속성 공격력 상향
16. 펫 스킬북 추가
17. 일일 던전 클리어 보상추가
18. 각 직업별 스킬 재 조정
19. 퀘속의오라 2종 성능 상향
20. 업적공지 한줄공지 뿐만아니라 채팅창에도 표시
21. 아이템 획득 텍스트 색 수정
22. 쿠퍼, 실버, 골드, 100골드 드랍, 아이콘 수정
23. 아이템몰 개선
24. 인게임공지 웹공지 기능 추가

특히 만렙의 경우 과거 45레벨에서 47레벨로 확장하였다.
인벤 관련기사 "던전 판타지 온라인, 신규던전 오픈 등 대규모 업데이트 실시"
http://www.inven.co.kr/webzine/news/?news=53779